# 足球歷史
現代足球（Football）起源於英國。1848年時，劍橋大學已經開始制定職業足球的規則。然而在19世紀中期的英國，各學校及各地區均有自己的足球規則，使得不同地區的隊伍之間難以進行比賽。當時的足球規則主要有通行於英格蘭北部的謝菲爾德規則和英格蘭南部的劍橋規則。1863年英格蘭足球總會的成立使得足球的規則開始得到明文規範，也使得足球競賽成為可能。1904年，國際足球總會（FIFA）成立。1930年，國際足聯舉辦了首屆世界盃。

## 外部連結
- Royal Engineers Museum When the Sappers won the FA Cup (1875)